# Blanche Calloway
Blanche Dorothea Jones Calloway (9 de febrero de 1902 - 16 de diciembre de 1978) fue una cantante, compositora y directora de banda de jazz estadounidense. Era la hermana mayor de Cab Calloway y fue una cantante de éxito antes que su hermano.  Con una carrera musical que duró más de cincuenta años, Calloway fue la primera mujer en dirigir una orquesta compuesta exclusivamente por hombres. Actuó con su hermano y con músicos como Cozy Cole, Chick Webb.  

## Biografía
Calloway nació en Rochester, Nueva York. Cuando era adolescente, la familia, incluidos sus cuatro hermanos: Bernice, Henry, Cabell III (más tarde Cab Calloway) y Elmer se trasladaron a Baltimore, Maryland, entre 1912 y 1913. La familia había vivido originalmente en Baltimore antes de mudarse a Rochester, pero había dejado la ciudad debido al colapso del mercado inmobiliario donde trabajaba el padre. Su madre, Martha Eulalia Reed, era profesora de música. En Baltimore, la familia vivía con los abuelos en el 1017 de Druid Hill Avenue, un barrio que en  aquella época, estaba poblado únicamente por afroamericanos.
La madre de Calloway tuvo una gran influencia en la pasión de ella y sus hermanos por la música. Además de ella y Cab, su hermano Elmer también seguiría brevemente una carrera musical. Su madre la obligó a tomar clases de piano y canto cuando era niña, pero nunca pensó en promover una carrera musical para la joven Calloway. Martha esperaba que su hija siguiera una carrera "respetable", como maestra o enfermera. Sin embargo, Calloway soñaba con una carrera musical y  era admiradora a Ida Cox y Florence Mills; también  su profesora de música la animó a hacer una audición para un cazatalentos local, de manera que Calloway abandonó el Morgan College a principios de los años veinte para emprender una carrera musical. 

## Primeros años de carrera
En su juventud, Blanche Calloway comenzó cantado en los conciertos del coro ofrecidos por la Iglesia Presbiteriana local en Baltimore. En 1921, dejó la casa familiar para salir de gira con compañías de cabaret, específicamente la Smarter Set Co., originalmente establecida en 1909 y dirigida por los hermanos Salem Tutt Whitney y J. Homer Tutt. Tras su aparición en uno de los sketches de los hermanos Up and Down, el 5 de diciembre de 1921, Calloway se convirtió en una figura destacada y sus papeles cambiaron de corista a actriz secundaria, y, finalmente, a cantante principal.
Calloway debutó profesional en Baltimore en 1921 con el musical Shuffle Along de Eubie Blake y Noble Sissle. Su gran oportunidad llegó en 1923 durante la gira nacional de Plantation Days, en la que participó su ídolo, Florence Mills. El espectáculo terminó en 1927 en Chicago y Calloway decidió quedarse allí, ya que era la capital mundial del jazz en esa época. El club, el Sunset, se convirtió en su escenario principal y donde Cab Calloway también trabajó después de trasladarse a Chicago. Sorprendentemente para la época, Blanche Calloway ganaba un salario más alto que el de su hermano, entre doscientos y trescientos dólares, mientras que Cab ganaba regularmente 35 dólares por semana. Se hizo popular en la escena de Chicago y continuó haciendo giras con actuaciones en el Ciro Club de Nueva York a mediados de los años veinte. Poco después de su etapa  en el Ciro Club, se instaló en Chicago, Illinois. En 1925, grabó dos canciones de blues, acompañada por Louis Armstrong y Richard M. Jones; y fue también el inicio de su orquesta Joy Boys. Durante esta década, también actuó con Reuben Reeves y grabó en Vocalion Records. 
Antes de pasar a trabajar con la orquesta de Andy Kirk, Clouds of Joy, en el Pearl Theater  de Filadelfia en 1931,  actuó con su hermano y grabó tres canciones, entre ellas "I Need Lovin", escrita por ella misma y considerada su seña de identidad. Mientras trabajaba con Kirk, Calloway no logró hacerse cargo de su orquesta para ejercer como director de banda. A pesar de esto, aprendió mucho sobre gestión musical. 
En 1931 se celebraron bailes anuales de celebración sobre el fin de la esclavitud y las actividades variaban desde reuniones formales hasta actividades más recreativas, con el tiempo con picnics y bailes que duraban días. Blanche Calloway asistió a Wheeling, Virginia Occidental, y apareció en "The September Show" como  atracción principal.
Más tarde formó otra gran banda, Blanche Calloway and Her Joy Boys,  que incluía a Ben Webster en el saxofón tenor y a Cozy Cole en la batería. Esto la convirtió en la primera mujer en dirigir una orquesta de jazz compuesta exclusivamente por hombres. Con esta banda grabó cuatro veces en 1931 y una vez en 1934 y 1935, y publicó grabaciones en RCA Victor. El grupo terminaría cambiando su nombre por el de Blanche Calloway and Her Orchestra y en 1933 el Pittsburgh Courier nombró a Calloway y su orquesta una de las diez orquestas afroamericanas más destacadas. Durante 1934 y 1935 grabaría ocho canciones con este grupo, entre ellas "Just a Crazy Song", "Make Me Know It", "You Ain't Livin' Right" y una nueva versión de "I Need Lovin'". Calloway and Her Joy Boys actuaron en numerosas ocasiones en la ciudad de Nueva York, en locales como el Teatro Lafayette, la Ópera de Harlem y el Teatro Apollo. Una versión de los Joy Boys saldría de gira, con Cozy Cole todavía en la batería, Bennie Moten, Andy Kirk, Chick Webb y Zack Wythe. Blanche Calloway escribió varias canciones para el grupo, entre ellas «Rhythm of the River» y «Growling Dan». 

## Segregación racial
Calloway tuvo que luchar en una industria musical racialmente segregada y dominada por hombres. Como artista afroamericana, tenía que actuar con frecuencia ante un público segregado. Durante una gira en 1936, utilizó el baño de mujeres en una gasolinera de Yazoo, Mississippi. En respuesta, se llamó a la policía, un miembro de la orquesta fue golpeado con una pistola y tanto él como Calloway fueron encarcelados por alteración de orden público y multados con 7,50 dólares. Mientras ambos estaban en la cárcel, otro miembro del grupo robó el dinero y abandonó la banda en Mississippi. Los músicos siguieron caminos separados y Calloway vendió su Cadillac amarillo por dinero en efectivo para abandonar el estado. 
Como música, Calloway tenía reputación de ser "excepcional",  pero tuvo pocas oportunidades  debido a la discriminación de género de la época. Sus letras extravagantes   y a veces provocativas desafiaron el estereotipo de lo que se suponía que debía ser una intérprete femenina. A mediados de los años treinta, Calloway tuvo dificultades para conseguir contratos a medida que la carrera de su hermano crecía en popularidad. 

## Influencia en Cab Calloway
Calloway fue una gran influencia en la carrera y el estilo interpretativo de su hermano. Su propio estilo de actuación era vivo, dramático y animado. A veces los dos actuaban juntos como hermanos. Calloway ayudó a su hermano a conseguir su primer papel en el escenario, en Plantation Days, cuando un miembro del reparto enfermó, y es posible que haya sido la inspiración para el característico canto "Hi De Ho" de Cab en su canción Minnie the Moocher

## Últimos años de carrera
Tras años de lucha por alcanzar un gran éxito, en 1938 se declaró en quiebra y disolvió su orquesta.  En 1940 formó una orquesta exclusivamente femenina de corta duración, aprovechando la popularidad de las bandas exclusivamente femeninas durante la Segunda Guerra Mundial. La banda tuvo dificultades para conseguir contratos  y se disolvió poco tiempo después. Calloway continuó cantando ocasionalmente y se trasladó a un suburbio de Filadelfia con su marido a mediados de la década de 1940. Se convirtió en una socialité y sirvió como miembro del comité demócrata. Finalmente se separó de su marido después de descubrir que era bígamo. 
A principios de los años cincuenta, Calloway se mudó a Washington D. C., donde regentó el club nocturno Crystal Caverns. Contrató a Ruth Brown para actuar en el club y pasó a convertirse en  manager de  Brown. Como agradecimiento Brown financió a Calloway por descubrirla y ayudarle a conseguir un contrato con Atlantic Records. Al finalizar los años cincuenta, Calloway se fue a vivir a Florida y se convirtió en disc jockey de WMBM en Miami Beach. Con el tiempo, se convirtió en directora de programación de la emisora, cargo que desempeñó durante veinte años antes de regresar a Baltimore.1] Mientras vivía en Florida, se convirtió en la primera funcionaria electoral afroamericana y la primera mujer afroamericana en votar en Florida en 1958. Se convirtió en miembro activo de la NAACP y del Congreso de Igualdad Racial, y también formó parte de la junta directiva de la Liga Urbana Nacional.   En 1964, ella y otras cuarenta mujeres afroamericanas protestaron con la Fuerza de Paz de Mujeres de la OTAN en La Haya. 
Calloway se convirtió a la Ciencia Cristiana y atribuyó a la religión el haberla ayudado a luchar durante 12 años contra el cáncer. Alrededor de 1968, fundó Afram House, una empresa de venta de cosméticos por correo para afroamericanos.   Se trasladó de nuevo a Baltimore y se casó con su novio de la escuela de secundaria.  Murió de cáncer de mama el 16 de diciembre de 1978, a la edad de 76 años. 

## Lectura adicional
- Baila, Stanley. El mundo del swing: una historia oral del jazz de big band . Cambridge: Prensa Da Capo (2001) ISBN 0-306-81016-6
- Hine, Darlene Clark. Mujeres negras en Estados Unidos. Una enciclopedia histórica. Nueva York: Carlson Publishing Inc. (1993) ISBN 0-926019-61-9